# Мексиканский реал
Мексиканский реал был валютой Мексики до 1897 года. Первыми реалами, выпущенными в Мексике, были испанские колониальные реалы. В 1822 году начались независимые выпуски Мексики. Во время Войны за независимость Мексики (1810—1821) действовали многочисленные Монетные дворы, снабжавшие монетами как сторонников, так и противников испанской короны. Роялисты выпускали монеты на монетных дворах в Чиуауа, Дуранго, Гвадалахара, Гуанахуато, Нуэва Вискайя, Оахака, Реал-дель-Каторсе, Сан-Фернандо-де-Бексар, Сан-Луис-Потоси, Сомбререте, Вальядолид Мичоакан и Сакатекас (город). Большинство роялистских выпусков были похожи по стилю на более ранние колониальные выпуски монетного двора Мехико без выпуска новых номиналов.